# Tuffi ai XVII Giochi asiatici - Piattaforma 10 metri sincro maschile
La competizione dei tuffi dalla piattaforma 10 metri maschile dei XVII Giochi asiatici si è disputata il 29 settembre 2014 presso il Centro Acquatico Munhak Park Tae-hwan, di Incheon, in Corea del Sud. Ogni coppia di atleti ha eseguito una serie di sei tuffi.

## Programma
| Data              | Ora (UTC+9) | Turno  |
| ----------------- | ----------- | ------ |
| 29 settembre 2014 | 16:00       | Finale |

## Risultati
| Class   | Atleti         | Nazione                                | Tuffi | Tuffi | Tuffi | Tuffi | Tuffi | Tuffi | Totale |
| Class   | Atleti         | Nazione                                | 1     | 2     | 3     | 4     | 5     | 6     | Totale |
| ------- | -------------- | -------------------------------------- | ----- | ----- | ----- | ----- | ----- | ----- | ------ |
| Oro     | Cina           | Zhang Yanquan Chen Aisen               | 54.00 | 55.80 | 83.64 | 91.80 | 85.32 | 92.34 | 462.90 |
| Argento | Corea del Sud  | Kim Yeong-nam Woo Ha-ram               | 49.80 | 49.80 | 72.42 | 79.92 | 74.88 | 76.68 | 403.50 |
| Bronzo  | Malaysia       | Chew Yiwei Ooi Tze Liang               | 49.20 | 48.60 | 72.90 | 71.04 | 67.32 | 75.84 | 384.90 |
| 4       | Corea del Nord | Hyon Il-myong Ri Hyon-ju               | 50.40 | 41.40 | 65.70 | 75.84 | 68.04 | 77.76 | 379.14 |
| 5       | Giappone       | Kazuki Murakami Yu Okamoto             | 49.20 | 49.20 | 72.90 | 75.84 | 54.00 | 74.88 | 376.02 |
| 6       | Qatar          | Mohammed Shewaiter Abdulaziz Balghaith | 42.00 | 34.80 | 51.33 | 47.70 | 57.60 | 38.88 | 272.31 |